# Native Invader
Native Invader è il quindicesimo album in studio della cantautrice statunitense Tori Amos, pubblicato nel 2017.

## Tracce
- Edizione Standard

1. Reindeer King – 7:06
2. Wings – 4:09
3. Broken Arrow – 5:20
4. Cloud Riders – 5:23
5. Up the Creek – 3:22
6. Breakaway – 4:36
7. Wildwood – 4:41
8. Chocolate Song – 4:41
9. Bang – 6:11
10. Climb – 4:02
11. Bats – 4:18
12. Benjamin – 2:43
13. Mary's Eyes – 5:16

- Edizione Deluxe - Tracce bonus

1. Upside Down 2 – 3:23
2. Russia – 2:44